# Бахарестан (Астара)
Бахарестан (перс. بهارستان) — село в Ірані, у дегестані Хейран, у Центральному бахші, шагрестані Астара остану Ґілян. За даними перепису 2006 року, його населення становило 82 особи, що проживали у складі 15 сімей.

## Клімат
Середня річна температура становить 12,65 °C, середня максимальна – 26,88 °C, а середня мінімальна – -1,59 °C. Середня річна кількість опадів – 732 мм.
| Клімат поселення                              | Клімат поселення | Клімат поселення | Клімат поселення | Клімат поселення | Клімат поселення | Клімат поселення | Клімат поселення | Клімат поселення | Клімат поселення | Клімат поселення | Клімат поселення | Клімат поселення | Клімат поселення |
| Показник                                      | Січ.             | Лют.             | Бер.             | Квіт.            | Трав.            | Черв.            | Лип.             | Серп.            | Вер.             | Жовт.            | Лист.            | Груд.            |                  |
| Середній максимум, °C                         | 9,68             | 9,38             | 11,47            | 15,66            | 20,34            | 24,81            | 26,88            | 26,43            | 21,90            | 18,43            | 13,60            | 10,12            |                  |
| Середня температура, °C                       | 4,19             | 3,90             | 5,98             | 10,18            | 14,85            | 19,34            | 22,87            | 22,41            | 17,90            | 14,43            | 9,59             | 6,10             |                  |
| Середній мінімум, °C                          | −1,28            | −1,59            | 0,50             | 4,70             | 9,36             | 13,84            | 18,88            | 18,40            | 13,88            | 10,41            | 5,59             | 2,10             |                  |
| Норма опадів, мм                              | 57               | 56               | 66               | 56               | 50               | 31               | 14               | 36               | 84               | 128              | 89               | 65               |                  |
| Середньомісячна швидкість вітру, м/с          | 2.33             | 2.60             | 2.50             | 2.52             | 2.34             | 2.49             | 2.64             | 2.50             | 2.10             | 2.10             | 2.05             | 2.17             |                  |
| Середньомісячна сонячна радіація, кДж/м²·день | 6989             | 9379             | 11467            | 15797            | 19904            | 22678            | 23823            | 20003            | 16166            | 11046            | 8353             | 6500             |                  |
| --------------------------------------------- | ---------------- | ---------------- | ---------------- | ---------------- | ---------------- | ---------------- | ---------------- | ---------------- | ---------------- | ---------------- | ---------------- | ---------------- | ---------------- |
| Джерело:                                      |                  |                  |                  |                  |                  |                  |                  |                  |                  |                  |                  |                  |                  |